# Justyna Ostrowska
Justyna Ostrowska (ur. 16 lipca 1990) – polska lekkoatletka specjalizująca się w trójskoku.
Brązowa medalistka mistrzostw Polski seniorów w lekkoatletyce (Białystok 2017) oraz czterokrotna medalistka halowych mistrzostw Polski seniorów, w których zdobyła dwa srebrne (Toruń 2017, 2015) i dwa brązowe medale (Sopot 2014) i (Spała 2013).
Jest absolwentką Akademii Wychowania Fizycznego w Krakowie, kierunek: Wychowanie Fizyczne, specjalność gimnastyka korekcyjna. Trenerem personalnym, specjalność: kulturystyka i żywienie. Trenerem II klasy Lekkiej Atletyki. Instruktorem Aqua Fitness.